# Caderousse
Caderousse är en kommun i departementet Vaucluse i regionen Provence-Alpes-Côte d'Azur i sydöstra Frankrike. Kommunen ligger i kantonen Orange-Ouest som tillhör arrondissementet Avignon. År 2022 hade Caderousse 2 541 invånare.

## Befolkningsutveckling
Antalet invånare i kommunen Caderousse
| Referens: INSEE |